# مکزیکان هات (یوتا)
مکزیکان هات (به انگلیسی: Mexican Hat) یک منطقهٔ مسکونی در ایالات متحده آمریکا است که در شهرستان سن‌خوآن، یوتا واقع شده‌است. مکزیکان هات ۳۱ نفر جمعیت دارد و ۱٬۲۹۴ متر بالاتر از سطح دریا واقع شده‌است. 